# Verwaltungsakzessorietät
Von  Verwaltungsakzessorietät wird gesprochen, wenn die Erfüllung eines Straftatbestandes abhängig ist von Regelungen des Verwaltungsrechtes. Die Verwaltungsakzessorietät spielt beispielsweise bei Umweltdelikten oder im Betäubungsmittelrecht und anderen Delikten des Nebenstrafrechtes eine Rolle. Die Strafbarkeit ergibt sich bei der Verwaltungsakzessorietät aus der Verletzung einer verwaltungsrechtlichen Pflicht (vgl. § 330d Nr. 4 StGB).
Ein Unterfall der Verwaltungsakzessorietät ist die Verwaltungsaktakzessorietät, bei der die Erfüllung eines Straftatbestandes vom Vorliegen eines Verwaltungsaktes abhängt. Ein Beispiel für die Verwaltungsaktsakzessorietät ist in Deutschland die Gewässerverunreinigung (§ 324 StGB). Liegt etwa eine Genehmigung zur Einbringung von Stoffen in Gewässer vor, ist eine Verunreinigung von Gewässern nicht unbefugt und damit nicht nach § 324 StGB strafbar.
Auch außerhalb Deutschlands kommt die Verwaltungsakzessorietät in den meisten Ländern vor, da hierdurch sich Bürger auf Regelungen von Verwaltungsbehörden verlassen können.